# Le riserve
Le riserve (The Replacements) è un film del 2000 diretto da Howard Deutch.
Commedia sportiva con protagonisti Keanu Reeves e Gene Hackman, il film è liberamente basato sullo sciopero dei giocatori professionisti del 1987.

## Trama
(Coach Jimmy McGinty)
I commentatori John Madden e Pat Summerall fanno notare, durante una pessima partita dei Washington Sentinels, che la sera stessa alcuni giocatori della NFL inizieranno uno sciopero per ottenere l'aumento salariale dalle rispettive società e il quarterback dei Sentinels, lo spocchioso Eddie Martel, in un'intervista conferma tale intenzione.
Edward O'Neil, presidente dei Sentinels, non potendosi permettere di ritirare la squadra per far fronte agli impegni presi si affida al suo ex sottoposto e conoscente di lunga data Jimmy McGinty, che decide di colmare le lacune nell'organico dovute allo sciopero con un gruppo di ex giocatori semiprofessionisti che non hanno avuto successo sebbene dotati di talento: come capitano e quarterback viene scelto Shane Falco, ex prospetto ritiratosi dopo una brutta sconfitta nella finale del torneo universitario, mentre tra gli altri si segnalano il velocissimo ma maldestro Clifford Franklin, il sordomuto Brian Murphy, il kicker gallese Nigel Gruff, l'irruento agente della SWAT Danny Bateman, il galeotto Earl Wilkinson (che viene tuttavia indicato come "Ray Smith"), il predicatore Walter Cochrane, i corpulenti fratelli Jamal e Andrè Jackson e il lottatore di sumo Fumiko. Anche il team di cheerleader aderisce allo sciopero tranne la coordinatrice Annabelle Farrell, che ha il compito di ricostruire la squadra per le ultime quattro partite e così decide di indire dei provini: le uniche potenziali sostitute risultano essere delle spogliarelliste, molto avvenenti ma dallo stile di ballo decisamente inadatto, ma la mancanza di valide alternative non lascerà scelta ad Annabelle.
Alla prima partita contro Detroit la discordia tra le riserve porta la compagine a dover affrontare una rimonta che non viene ultimata all'ultima azione da Falco che, per paura di essere placcato, cambia schema; dopo la partita le riserve, recatesi in un bar per sbollire la sconfitta, vengono provocate da Martel e i suoi compagni e così si scatena una rissa che porta all'incarcerazione dei soli Shane e compagni, che però sfrutteranno la notte in cella per affiatarsi meglio. Alla seconda partita contro San Diego i Sentinels mostrano dei progressi notevoli e ottengono la vittoria grazie anche alla distrazione provocata dagli ammiccanti balletti delle cheerleader; nella terza gara contro Phoenix i Sentinels centrano la vittoria all'ultima azione grazie a un touchdown di Franklin, che intercetta fortunosamente un passaggio sbagliato di Falco. Tra le riserve e i play-off l'ultimo ostacolo è la forte squadra di Dallas, che i Sentinels non riescono a battere da sette anni, e per di più giunge la notizia che in questa occasione la squadra texana giocherà con i suoi titolari (lo sciopero sta infatti rientrando). Intanto tra Shane e Annabelle nasce un sentimento reciproco.
Martel, persuaso da O'Neil nonostante la ferma opposizione di McGinty, decide di rientrare in squadra riprendendo il suo posto a discapito di Falco, che dopo aver detto addio ai compagni per la delusione si allontana anche da Annabelle, ma durante la partita Martel si rivela essere lo sbruffone di sempre giocando in maniera irritante, bistrattando i compagni e comportandosi con supponenza nei confronti di McGinty. Falco, che assiste alla partita da casa, trova la forza di abbandonare la paura che lo ha sempre frenato in queste situazioni e corre allo stadio: allontanato Martel con il benestare di tutta la squadra e riappacificatosi con Annabelle, guida i suoi compagni alla vittoria salvando per di più Nigel da degli strozzini.

## Personaggi
- Numero 16, Shane Falco: quarterback di grande talento che si è ritirato dopo una finale universitaria persa in malo modo e da cui è tuttora tormentato, è dotato di un ottimo lancio e di grande visione di gioco; le sue qualità più importanti, tuttavia, sono il grande cuore e la leadership grazie alle quali, nonostante un'iniziale mancanza di freddezza sotto pressione, saprà riscattarsi.
- Numero 81, Clifford Franklin: wide receiver dotato di una bruciante velocità, ha il suo punto debole nella presa ma grazie all'allenamento e a qualche trucco poco ortodosso (come la colla applicata sulle mani durante la sfida con Phoenix) riuscirà ad essere decisivo e a segnare diversi touchdown di grande importanza. Ottimo ballerino, non è esattamente un "cuor di leone".
- Numero 86, Brian Murphy: tight end di grandissimo talento, sarebbe stabilmente nei professionisti da anni se non fosse per il fatto che è nato sordo. Sempre utile per proteggere Falco e giocare di ricezione, la sua abilità e il suo grande coraggio saranno determinanti per i Sentinels: chiamerà il lancio prima dell'ultima azione e segnerà il punto della vittoria nella partita decisiva contro Dallas.
- Numero 42, Earl Wilkinson: un galeotto "preso in prestito" dal penitenziario del Maryland (motivo per cui gioca con lo pseudonimo "Ray Smith"), subito prima di entrare nel giro della NFL venne incarcerato per il pestaggio di due poliziotti vedendo terminare sul nascere una carriera che tutti pronosticavano brillante. Cornerback veloce, versatile e intelligente, è probabilmente il giocatore più completo della squadra. La sua inevitabile rivalità con Bateman, un poliziotto, andrà via via trasformandosi in una particolare forma di rispetto.
- Numero 56, Danny Bateman: irruento linebacker, di professione è un poliziotto in forza alla SWAT di Washington nonché veterano della Guerra del Golfo nella quale ha guadagnato una decorazione per aver perso un rene. Vero e proprio terrore degli attaccanti avversari, nelle esultanze dopo un touchdown non è raro vederlo tramortire anche i suoi stessi compagni in preda all'emozione. La sua grinta e grandissima abilità nel bloccare gli attacchi avversari saranno determinati per il successo della squadra.
- Numero 03, Nigel Gruff: Ex calciatore gallese proprietario di un pub con il vizio delle scommesse, nonostante il fisico esile, il gusto per il fumo e il bere e la tendenza a mettersi spesso nei guai è un kicker dotato di un calcio di rara potenza, da cui il suo soprannome "Il piede". È anche un grande uomo-spogliatoio grazie anche al suo humor diretto e tagliente ed è la "vittima" preferita dei festeggiamenti di Bateman.
- Numero 34, Walter Cochrane: Running back veloce e potente, è un predicatore religioso. La sua carriera si interruppe alla sua prima partita da professionista (nella quale si ruppe un ginocchio) e per questo il suo sogno è segnare un solo touchdown tra i pro: coronerà tale desiderio durante la finale contro Dallas infortunandosi nuovamente al ginocchio.
- Numero 68, Jumbo Fumiko: lottatore giapponese di sumo - per questo soprannominato "Sumoboy" - dalla gigantesca mole e dalla forza devastante, è stato voluto fortemente da McGinty per fornire gioco di spinta all'attacco nel ruolo di offensive tackle. Dotato di appetito pantagruelico (ad esempio prima della partita contro Detroit si mangerà una ventina di uova sode per poi vomitare in campo), come esultanza è solito esclamare "Gengis Khan!".
- Numero 73, Andrè Jackson: di professione guardia del corpo, forma con il fratello Jamal la straordinaria coppia di guard a protezione di Shane dai potenziali sack dei linebacker avversari grazie al suo fisico imponente e alla grande forza fisica.
- Numero 72, Jamal Jackson: come il fratello Andrè, anche lui è una guardia del corpo e in campo è schierato come guard con il compito di proteggere il quarterback dai difensori avversari. A differenza del fratello maggiore, tuttavia, è estremamente irritabile: prima di un allenamento salverà Falco dall'aggressione di Martel e dei suoi compagni sparando numerosi colpi di pistola al parabrezza della sua macchina. Nonostante un po' di incomprensioni iniziali con Fumiko, dopo la rissa notturna nel bar i due si avvicineranno molto.
- Coach Jimmy McGinty: ex allenatore già alla guida dei Sentinels che vide la sua carriera finire a causa di un acceso diverbio con un giocatore (nelle parole di O'Neil: "Hai fatto a testate con un quarterback da otto milioni di dollari, chi credevi che la spuntasse?"), viene richiamato alla guida della squadra per ovviare allo sciopero dei professionisti e tentare di salvare la stagione. Formerà una squadra di giocatori molto singolare ma dalle capacità uniche, riuscendo a farli rendere al massimo ed a inculcare loro una mentalità umile e vincente allo stesso tempo.

## Differenze con i fatti realmente avvenuti
Il film è ispirato allo sciopero, realmente avvenuto, dell'NFL del 1987, quando i Washington Redskins vinsero tutte e tre le gare rimanenti con le loro riserve (più qualche semi-professionista richiamato), andando a vincere il 22º Super Bowl alla fine della stagione (anche se le vittorie riportate da queste ultime risultarono decisive).
Anche la sfida tra i personaggi immaginari del film Falco e Martel richiama quella realmente avvenuta tra Doug Williams (professionista, poi MVP finale del Super-Bowl) e Jay Schroeder (anche lui professionista, con una buona carriera tra i PRO anche se spesso da riserva). Il touchdown con fumble multipli è invece ispirato al touchdown "alla Holy Roller" realmente avvenuto nella gara tra gli Oakland Raiders ed i San Diego Chargers nel 1978 (John Madden, il celebre commentatore che nel film interpreta se stesso, era il capo-allenatore dei Raiders in quell'occasione). Nel 1979 le regole vennero cambiate a seguito di questo episodio.